# Rut Mikaelsson
Rut Eugenia Mikaelsson, född 16 oktober 1899 i Åsele, död 24 augusti 2009 i Åsele, var, sedan Astrid Zachrisons död den 15 maj 2008, den äldsta personen i Sverige vars födelsedatum kunnat bekräftas. Rut Mikaelsson var den sista personen i Sverige född på 1800-talet. 
Rut Mikaelsson var bosatt i Åsele i Västerbottens län. Den 16 oktober 2008 fyllde hon 109 år och hon uppgavs att vara vid god hälsa för sin ålder, även om syn och hörsel blivit sämre. – Jag har haft ett bra liv och fått vara frisk. Det är roligt att leva, sade Rut Mikaelsson till Radio Västerbotten på 109:e födelsedagen.